# 尖東站
尖東站是一個位於香港九龍油尖旺區尖沙咀梳士巴利道及中間道交界中間道兒童遊樂場地底，鄰近尖沙咀東部，屬於港鐵屯馬綫的鐵路車站，於2004年10月24日啟用。
尖東站於啟用時曾擁有全世界最長的月台幕門，以及曾經成為前九廣東鐵唯一設有月台幕門的車站，也是港鐵系統中出入口最多的車站之一。站內設有行人隧道系統連接周邊地區及尖沙咀站，並供乘客轉乘荃灣綫。

## 車站構造

### 樓層
尖東站共設有4層，位於最上層PK／PD層為中間道兒童遊樂場及尖沙咀東海濱平台花園；G層為地面出入口、尖沙咀東（麼地道）巴士總站及已停用的尖東站公共運輸交匯處，而車站公共運輸交匯處向梳士巴利道位置亦曾經設置2間餐廳及3間商店，不過上述商店自2019年底被港鐵收回及翻新，目前正空置中；而大堂、車站商店以及行人隧道系統均設於C層；而車站月台則設於P層。另外，尖東站亦曾經擁有世界上最長的地鐵車站結構的紀錄。
| PK／PD            | 公園／平台         | 中間道兒童遊樂場 |   |  |
| G                 | 地面               | 出入口 |   |  |
| C／S              | 大堂／行人隧道系統 | J、L4-L6、N3-N4出口、連接尖沙咀站的出入口、客務中心、商店、自助服務、洗手間                                                           |   |  |
| P                 | 月台               | \| \| \| 屯馬綫往烏溪沙（紅磡）[註 4] \| 2 \| \| \| 島式 · 開右邊车门 \| \| \| \| \| \| \| 1 \| 屯馬綫往屯門（柯士甸）[註 4] \| \| \| |   |  |
|                   |                    | 屯馬綫往烏溪沙（紅磡） | 2 |  |
| 島式 · 開右邊车门 |                    | |   |  |
|                   | 1                  | 屯馬綫往屯門（柯士甸） |   |  |

### 大堂
尖東站大堂位於梳士巴利道地底，而南面位置為付費區，並設有多組扶手電梯、樓梯以及2部升降機連接月台。而車站商店則位於大堂西面非付費區以及行人通道旁。此外，尖東站也設有自助服務設施以及香港郵政郵箱。
- 車站大堂（2025年7月）
- 車站洗手間及客務中心（2025年7月）
- 位於非付費區的商店（2025年7月）

### 行人隧道系統
尖東站現時設有一組行人隧道系統連接荃灣綫尖沙咀站、中間道、麼地道、河內道以及尖沙咀東等地，而除了J出口以外的行人隧道段外，該行人隧道系統俱由港鐵管理。為方便識別，行人隧道根據區域被分為三部分，分別為中間道行人隧道（  紅區）、麼地道行人隧道（  黃區）以及白蘭軒道行人隧道（  綠區）。而部分行人隧道路段設有自動行人道，而部分出入口亦設有升降機往返地面與行人隧道。
2022年10月，港鐵聯同旅發局及運輸署的「香港好．易行」計劃合作，邀請香港資深插畫及平面設計師鄭琪琪於車站行人隧道內加設以尖沙咀17個地標為主要創作元素的壁畫，市民及遊客可以使用智能手機掃描於壁畫上其目的地標的QR Code查閱該地標介紹以及前往該地標的最佳路線；而持有配備擴張實境（俗稱「AR」）功能的智能手機的市民及遊客更可於掃描該地標的QR Code後與該地標圖畫作為背景拍照。
而J出口外的梳士巴利道行人隧道系統則由新世界集團興建及管理，部分範圍曾於2019年翻新後成為K11 MUSEA的一部分，通道亦為24小時開放。
- 中間道行人隧道（  紅區）（2025年7月）
- 白蘭軒道行人隧道（  綠區）（2025年7月）
- 麼地道行人隧道（  黃區）（2025年7月）

### 月台
尖東站設有一座島式月台，由於車站在啟用時屬採用12節車廂的列車行駛的九廣東鐵，故車站月台設有長度為12節車廂的月台幕門，也是全球擁有最長月台幕門的月台；然而在尖東站轉屬西鐵綫時，由於當時西鐵綫採用7節車廂的列車行駛，故尖東站月台兩端的非站體架構之部分偕連帶其中之月台幕門因而封閉停用。另外，由於以往尖東站的上下行方向是按照東鐵綫排列，但與原西鐵綫剛剛相反（因按照東鐵綫上下行安排，「尖東」→「紅磡」為上行；而尖東站改屬西鐵綫後其通行路段則改為下行），故站內的月台編號在西鐵綫伸延後亦會進行調換。
- 車站月台（2025年7月）
- 位於月台兩端的已停用上／下客範圍則以玻璃門封閉（2025年7月）

另外尖東站月台是沿彎度較高的梳士巴利道地底興建，故車站1號月台東端因而向北面彎曲而導致該處的空隙較月台中間為大。不過在車站轉屬西鐵綫後該處已經封閉，故列車不會再停靠於該位置上落客。
而車站以東亦設有交叉渡線，在2004年尖沙咀支綫啟用時供列車調頭之用；而在2009年8月九龍南綫通車後，西鐵綫列車亦會利用該交叉渡線前往紅磡站2／3號月台調頭；後來為配合屯馬綫通車，西鐵綫列車自2021年6月20日起與屯馬綫一期貫通試運行，因而須改用紅磡站新月台上落客，故該交叉渡線現時只會供特別的車務調動之用。

### 出入口
尖東站設有15個出入口，若不計入香港西九龍站，尖東站與旺角站同為目前整個港鐵系統中設有最多出入口的車站之一，其中設於大堂的出入口共有兩個，而設於其行人隧道系統的出入口共13個。由於九廣鐵路公司於設計尖東站出入口通道時已規劃為開放予公眾使用，功能與香港政府管理的行人隧道無異，因此九鐵公司亦在其行人隧道系統的13個出入口站牌均以九鐵指標格式標以「隧道」，並於「隧道」兩字左右各附上兩間鐵路公司的標誌，而非車站名稱，僅有其兩個附設於大堂的出入口站牌才按照一般做法標為「尖東站」。而在兩鐵合併後，港鐵先後將其出入口站牌由港鐵指標格式的「隧道」更改為「尖東站／尖沙咀站」，再於導向指示改善工程時將所有出口（包括附設於大堂的2個出入口）一同統一標示為「尖東站／尖沙咀站｜隧道」，反映車站出入口及行人隧道的雙重功能。另外部分出入口亦連接商場地庫或站外的行人隧道系統。
另外，九廣鐵路公司為避免乘客混淆了靠行人隧道相連的尖沙咀站及尖東站出入口，尖東站的出入口編號由「J」開始編定，並將出入口「H」預留予尖沙咀站。另外兩站並不設英文字母的「I」字及「O」字出入口，以免與阿拉伯數字的「1」及「0」混淆。
而在兩鐵合併後，港鐵將原為尖東站預留的M1出口改編為N4出口；M2出口則改編為N5出口；接駁尖沙咀站G出口的M3出口合併為G出口；接駁尖沙咀站F出口的L2出口則合併為F出口。由於尖東站與尖沙咀站的兩個連接處已在兩鐵合併後屬行人通道網絡的一部分而不再是實際的出口，即使G／M3及L2／F出口已合併為同一出入口編號，此安排對公眾產生混淆的問題仍然存在。港鐵因而於2013年2-4月期間為尖沙咀站及尖東站進行導向指示改善工程，並藉此於2013年4月11日起取消上述兩個出入口編號。
而車站L1出口為1970年代東九龍綫馬連拿站預留出入口，在興建車站時獲得重用，惟該出入口只設有樓梯連接地面，故有需要人士可選擇步行到位於不遠處的中間道使用設有扶手電梯及升降機設施的K出口往返車站與地面。
|                                                         |                | |                |      |
| 編號                                                    | 指示           | 建議前往的目的地 | 開放時間       | 圖片 |
| 大堂                                                    |                | |                |      |
| 出口 · J · 盲道标志 · 无障碍通道标志                    | K11文化藝術區  | 維港文化匯、星光大道、香港太空館、香港樂高探索中心、香港藝術館、香港麗晶酒店、香港瑰麗酒店、香港洲際酒店、尖沙咀海濱花園 、K11 寓館、 K11 MUSEA、 K11 ATELIER、 半島酒店、水上的士 | 按車站開放時間 |      |
| 出口 · K · 盲道标志 · 扶手电梯标志                      | 中間道         | H Zentre、中間道、郵政局、香港喜來登酒店 | 按車站開放時間 |      |
| 往中間道                                                |                | | 按車站開放時間 |      |
| 往中間道兒童遊樂場                                      |                | | 按車站開放時間 |      |
| 中間道行人隧道（紅區）                                  |                | |                |      |
| 出口 · L · 1                                            | 國際電信大廈   | 彌敦道26號、重慶站購物商場、H Zentre、國際電信大廈、重慶大廈、帝國酒店、香港喜來登酒店 | 按車站開放時間 |      |
| 出口 · L · 3 · 扶手电梯标志                             | 半島酒店       | 亞士厘道21、工業總會簽證處、漢口道、樂道、彌敦道、彩星中心、太子集團中心、九龍酒店、半島酒店、上海商業儲蓄銀行（香港分行） | 按車站開放時間 |      |
| 往中間道                                                |                | | 按車站開放時間 |      |
| 出口 · L · 4 · 同层                                     | 九龍酒店       | 九龍酒店、上海商業儲蓄銀行（香港分行） | 07:00–22:00    |      |
| 出口 · L · 5 · 同层                                     | 北京道         | 北京道一號、北京道、亞士厘道、17-19號亞士厘道、廣東道、中國客運碼頭、中港城、海港城、港威酒店、海運戲院、香港寶御酒店、朗廷酒店、力寶太陽廣場、馬哥孛羅香港酒店、香港亞士厘名致公寓酒店、海洋中心、海運大廈、新聲大廈、新港中心、DFS旗下香港T廣場、柏寓、香港亞士厘名致公寓酒店、戲曲中心 | 按車站開放時間 |      |
| 出口 · L · 6 · 同层                                     | 梳士巴利道     | 梳士巴利道、1881 Heritage、富衛1881公館、尖沙咀鐘樓、香港文化中心、天星碼頭、星光行、尖沙咀公眾碼頭、自助圖書館、尖沙咀海濱花園、青年會、旅客諮詢及服務中心 | 按車站開放時間 |      |
| 白蘭軒道行人隧道（綠區）                                |                | |                |      |
| 出口 · N · 1 · 盲道标志                                 | 麼地道         | 白蘭軒道、隆堡麗景酒店、麼地道、怡景酒店、Dash Living on Prat、尖沙咀皇悅酒店、尖沙咀皇悅卓越酒店、香港老年學會、香港基督教服務處、憙酒店、香港天文台、香港粵海酒店、瑞生嘉威酒店、仕德褔山景酒店                                                                                         | 按車站開放時間 |      |
| （只供離站）                                            | 河內道         | 金馬倫道、加拿分道、尖沙咀皇悅酒店、加連威老道、粵海酒店、河內道、格蘭中心、維港灣酒店、客舍、君怡酒店、香港粵海酒店、寶勒巷、仕德福山景酒店 | 按車站開放時間 |      |
| 往河內道                                                |                | | 按車站開放時間 |      |
| 出口 · N · 3 · 无障碍通道标志                           | K11購物藝術館  | 香港尖沙咀凱悅酒店、K11購物藝術館、名鑄 | 按商場開放時間 |      |
| 麼地道行人隧道（黃區）                                  |                | |                |      |
| 出口 · N · 4 · 同层                                     | K11購物藝術館  | 香港尖沙咀凱悅酒店、K11購物藝術館、名鑄 | 按車站開放時間 |      |
| 出口 · N · 5 · 盲道标志                                 | 彌敦道         | 碧仙桃路、中國客運碼頭、重慶大廈、金域假日酒店、海防道臨時街市、金域假日酒店、香港漫畫星光大道、堪富利廣場、帝國酒店、九龍清真寺、九龍公園、九龍公園體育館、九龍公園游泳池、文遜大廈、美麗都大廈、彌敦道、亞太中心、柏麗購物大道、The Mira Hong Kong、Mira Place、WK廣場                  | 按車站開放時間 |      |
| 出口 · P · 1 · 盲道标志 · 升降机标志 · 扶手电梯标志     | 永安廣場       | 中國五礦大廈、永安廣場、帝國中心、星光花園、海景嘉福酒店、九龍香格里拉酒店、千禧新世界香港酒店、尖沙咀中心、尖沙咀海濱花園、尖沙咀東（麼地道）公共運輸交匯處 | 按車站開放時間 |      |
| 出口 · P · 1 · 盲道标志 · 升降机标志 · 扶手电梯标志     | 永安廣場       | 中國五礦大廈、永安廣場、帝國中心、星光花園、海景嘉福酒店、九龍香格里拉酒店、千禧新世界香港酒店、尖沙咀中心、尖沙咀海濱花園、尖沙咀東（麼地道）公共運輸交匯處 | 按車站開放時間 |      |
| 往尖沙咀東海濱平台花園                                  |                | | 按車站開放時間 |      |
| 出口 · P · 2 · 盲道标志 · 升降机标志 · 扶手电梯标志     | 尖沙咀東部     | 安達中心、中大專業進修學院（東海）、東海商業中心、幸福中心、希爾頓大廈、香港出口信用保險局、香港歷史博物館、香港科學館、唯港薈、好時中心、冠華中心、半島中心、富豪九龍酒店、帝苑酒店、市政局百週年紀念公園、尖沙咀東部                                                                    | 按車站開放時間 |      |
| 出口 · P · 3 · 盲道标志 · 无障碍通道标志 · 升降机标志   | 漆咸道南       | 漆咸道南、百樂酒店、最佳盛品酒店尖沙咀、帝后廣場、fhp Shopping Centre、訊號山公園、首都廣場 | 按車站開放時間 |      |
| 連接尖沙咀站通道                                        |                | |                |      |
| 中間道行人隧道                                          | 中間道行人隧道 | 中間道行人隧道 | 按車站開放時間 |      |
| 麼地道行人隧道                                          |                | | 按車站開放時間 |      |
| 註： 設有 \| 設有 \| 設有 \| 設於同一層 \| 設有扶手電梯 |                | |                |      |

## 利用狀況
尖東站位於梳士巴利道地底，與彌敦道相比較為不旺盛，但由於鄰近有不少旅遊景點、辦公大樓以及酒店，因此每天也有大量乘客使用車站。
2009年，尖東站從東鐵綫的終點站轉變為西鐵綫的中途站。在2021年屯馬綫全面打通並運作前，車站與西鐵綫的終點站紅磡站只是一站之隔。因此不少人會在此站乘搭西鐵綫前往紅磡站再轉乘東鐵綫。加上，上水／烏溪沙－尖東全月通加強版以及屯門－紅磡全月通加強版也包括該站，吸引了部分東鐵綫及屯馬綫乘客使用尖東站。
而過往在東鐵綫過海段未通車時，有部分往返港島與新界東的乘客為避免東鐵綫九龍塘站的擠迫情況，故而會選擇乘搭荃灣綫經尖沙咀站／尖東站轉乘屯馬綫前往紅磡站或大圍站再轉乘東鐵綫。
而每當舉行大型節日期間，維港亦會進行煙花匯演，然而由於尖沙咀一帶會有封路措施，尖東站亦為前往尖沙咀海傍較直接的途徑之一，屆時車站會因應情況而實施人流管制。

## 接駁交通及車費優惠

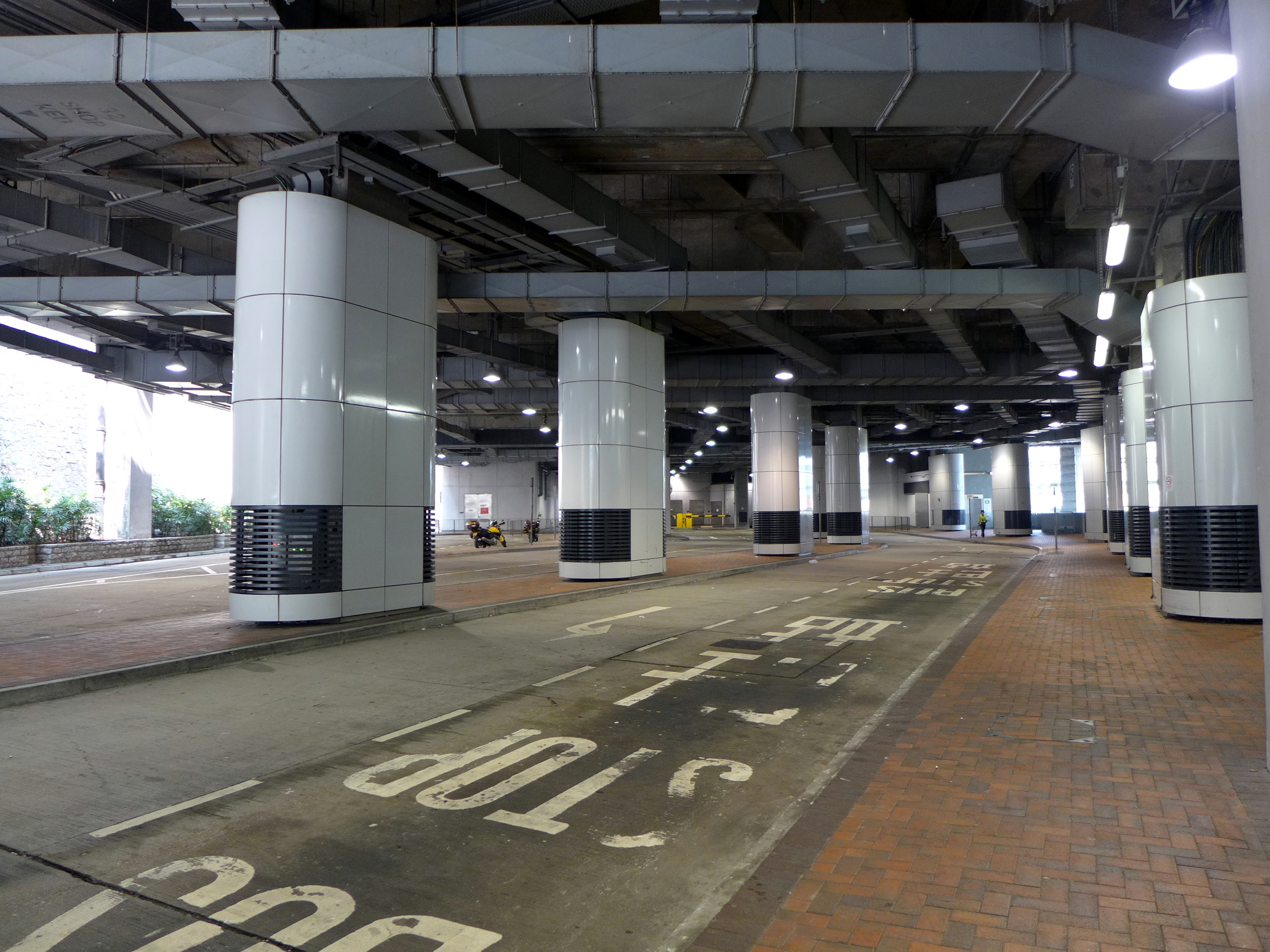
尖東站公共運輸交匯處（2014年）

現時位於中間道兒童遊樂場地面亦設有「尖東站公共運輸交匯處」。該處曾為機場快綫穿梭巴士站以及專線小巴77M線的總站。唯直至2012年11月25日，九龍專綫小巴77M線改以梳士巴利道對出的調頭處折返以及機場快綫穿梭巴士的停用，目前該交匯處已經處於空置狀態。
而位於尖東站以東的地面近永安廣場旁亦設有尖沙咀東（麼地道）巴士總站，有部分巴士路線的終點站設於該處，方便乘客轉乘不同交通工具往返各區。
另外，港鐵亦在半島中心設置適用於尖東站港鐵特惠站，為使用成人八達通的乘客提供港幣2元車費回贈。

### 與尖沙咀站轉乘
尖東站設有行人隧道系統連接周邊地區及荃灣綫尖沙咀站。但由於兩鐵合併前九廣鐵路公司與香港政府有協議，要將連接兩站的行人隧道開放予不乘車的公眾使用，不得劃為收費區，因此分隔兩站的閘機不會被拆除。
另外使用八達通或港鐵都會票的乘客須於30分鐘內在該兩站轉綫，會被視作一程車程，因此如從其他車站到達該站並由尖沙咀站返回尖東站者則會按港鐵的「車票發出條件」被徵收原站出入超過20分鐘的費用（殘疾人士或長者除外）。
而使用單程票／車票二維碼的乘客則需要先出閘，然後再另購車票入閘（兩程車費會高於其他轉車站轉綫）。

## 歷史

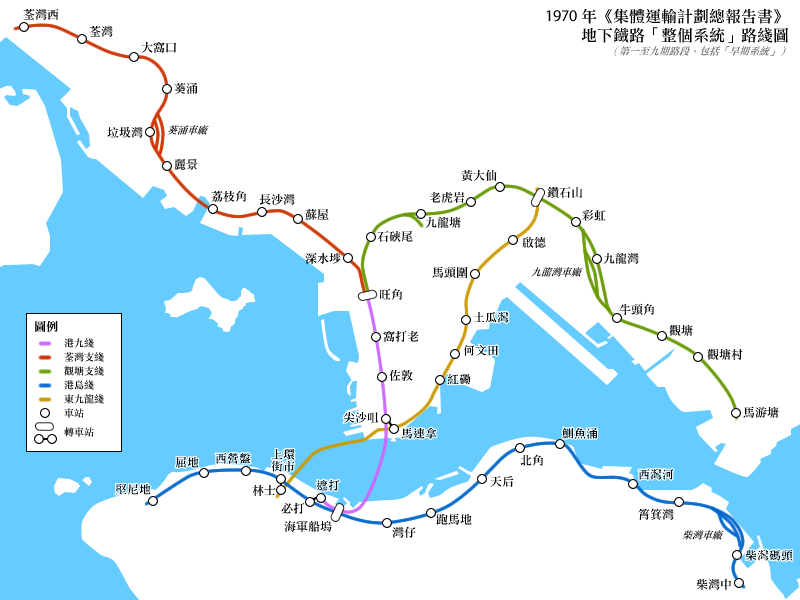
地下鐵路「整個系統」路綫圖於1970年建議方案，圖中「馬連拿」即今尖東站

### 馬連拿站
香港地鐵於1970年的設計方案中曾計劃在現時尖東站附近的位置興建一個東九龍綫車站，名為馬連拿站（英語：Mariner Station），車站以鄰近的海員俱樂部命名，並與尖沙咀站交匯。不過因為機場搬遷，東九龍綫計劃被迫擱置。

### 建造與啟用
根據1993年《香港鐵路研究》提及，東九龍綫紅磡站至馬連拿站的一段被重新提出，其後更於翌年的《香港鐵路策略》提及會改為連接至尖東的尖沙咀支線，以紓緩當時唯一的地鐵與九廣東鐵九龍塘轉車站的擠迫情況。
2001年3月，尖沙咀支線動工，而尖東站則由金門建築－西松建設聯營負責興建。
2004年10月17日，由首班車開始，新路段及車站開放給公眾試用一天，當日往返尖東站至紅磡站車費收入將捐贈慈善機構；同月24日，尖東站於當日下午3時許正式啟用。

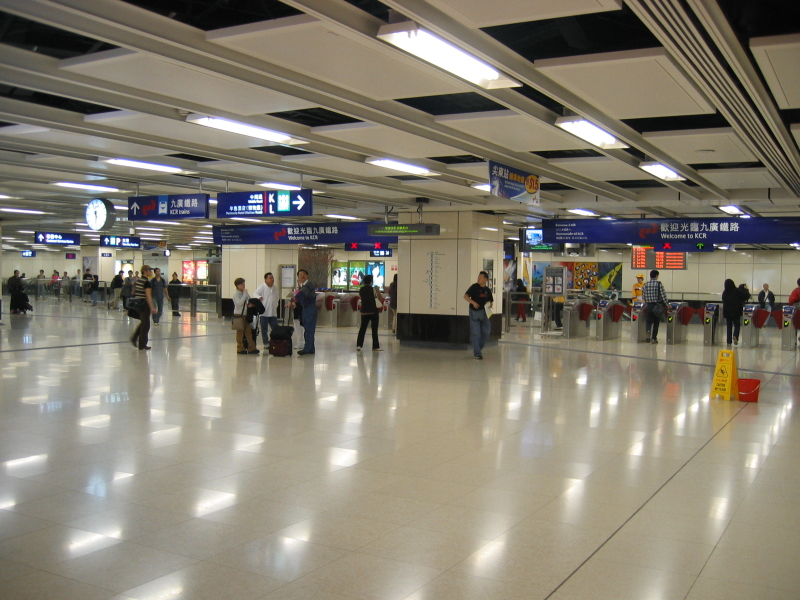
兩鐵合併前的車站大堂（2005年2月）
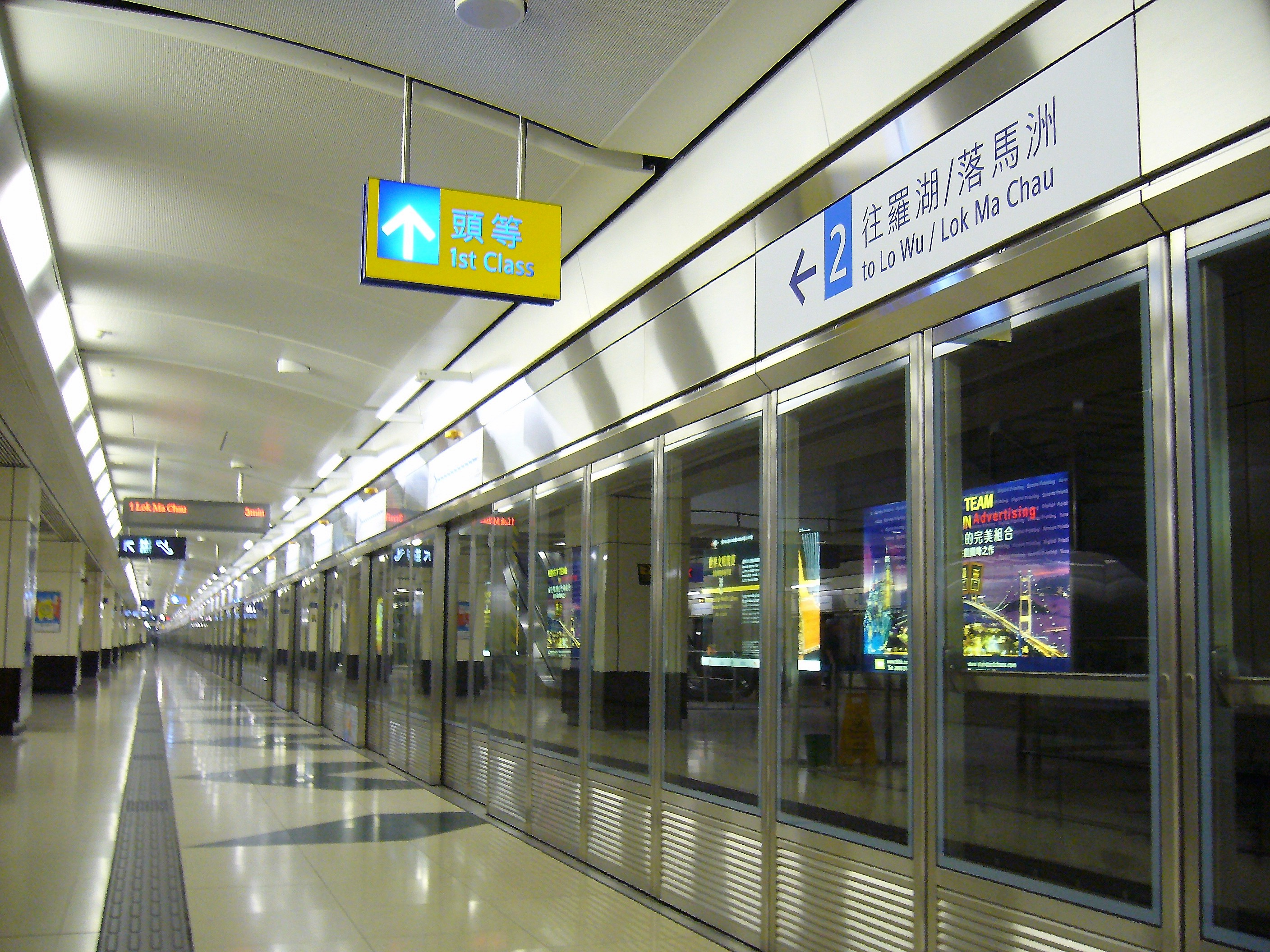
兩鐵合併前的2號月台（2007年10月）

### 兩鐵合併
自2007年12月2日兩鐵合併起，尖東站由九廣鐵路公司租予港鐵公司作鐵路營運之用，並與尖沙咀站合併成為同一個車站管理，而九廣東鐵則更名為東鐵綫。使用八達通的乘客於尖東站／尖沙咀站轉乘兩綫可獲減收轉乘車費，但分隔兩站的閘機永久也不會被拆除。使用八達通的乘客於30分鐘內轉綫，會被視作一程車費；而使用單程票的乘客則需要先出閘，然後再另購車票入閘，合計車費會高於使用一張單程票經其他轉車站轉綫。
而在兩鐵合併前，九鐵曾在尖東站舉行一連三日的告別義賣活動及展覽。

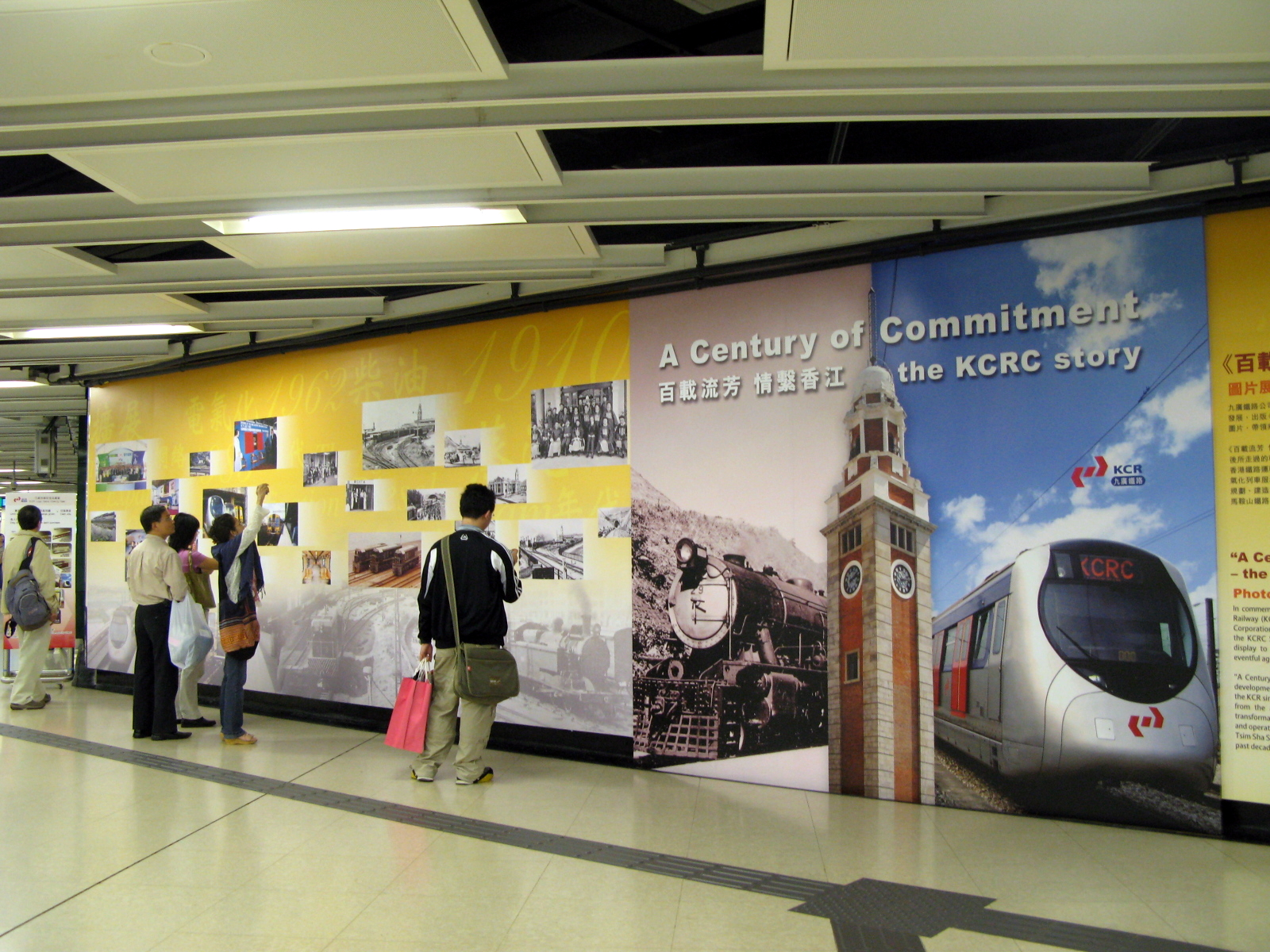
九鐵在2007年11月23-25日期間於大堂展出其各款紀念品及歷史物品（2007年11月）
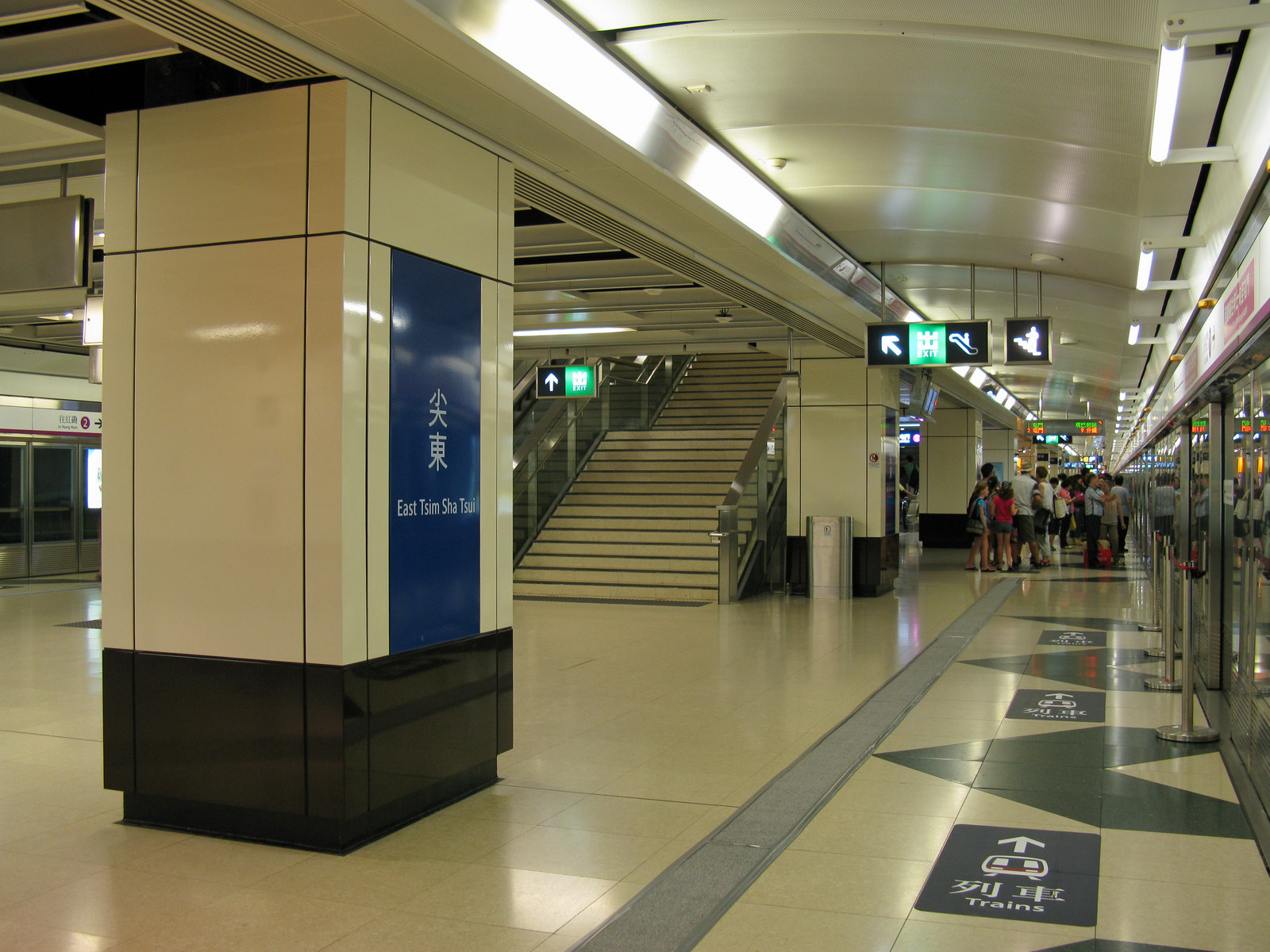
港鐵化前的月台（2009年8月）

### 九龍南綫
2009年8月16日，九龍南綫通車，尖東站由東鐵綫終點站變成西鐵綫中途站，東鐵綫的南行終點站則返回原來的紅磡站。免費轉乘港鐵接駁巴士K16路綫的優惠同時取消，K16路綫亦已在同年9月19日正式停駛，並且改由九龍巴士12線加強服務替代。
由於當時西鐵綫最初只採用7卡車廂的列車行走（後期因配合屯馬綫通車而逐漸改以8卡車廂的列車行走），長度較東鐵綫的12卡車廂的列車為短約三分之一，故港鐵將車站兩端的月台範圍封閉，而東鐵綫的頭等核准機也停止使用並拆除。
- 下列為九龍南綫通車前的月台配置：

| P                 | 月台 | \| \| \| 東鐵綫往羅湖及落馬洲（紅磡） \| 1 \| \| \| 島式 · 開右邊车门 \| \| \| \| \| \| \| \| 東鐵綫往羅湖及落馬洲（紅磡） \| 2 \| \| |   |  |
|                   |      | 東鐵綫往羅湖及落馬洲（紅磡） | 1 |  |
| 島式 · 開右邊车门 |      | |   |  |
|                   |      | 東鐵綫往羅湖及落馬洲（紅磡） | 2 |  |

### 車站出入口增設及更改編號
2009年11月末，為配合K11開幕，九鐵於興建尖東站時已預留的N3、N4（原預留稱為M1出口）出口啟用。同時，尖東站M2出口更改編號為N5出口，接駁尖沙咀站G出口的M3出口合併為G出口，而接駁尖沙咀站F出口的L2出口則合併為F出口。
同時，原有的中間道行人隧道（紅區）由九龍酒店附近，沿中間道地底向西伸延至九龍公園徑，並沿九龍公園徑向南／北伸延，分別接駁路政署的梳士巴利道行人隧道及北京道行人隧道。有關工程由熊谷組－西松聯營興建。新增的L5、L6出口以及L3出口升降機於2010年2月10日啟用。

### 反修例運動

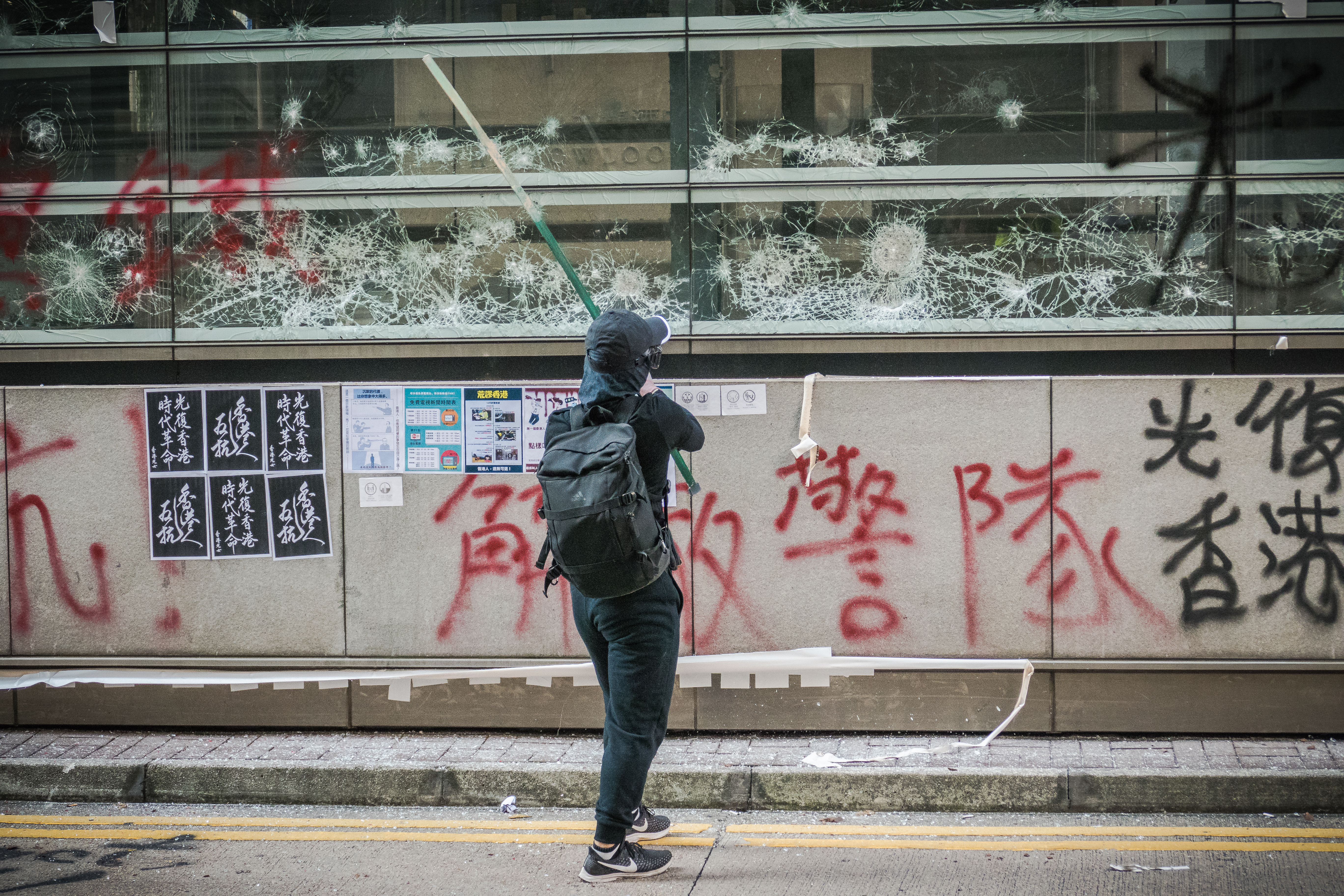
於2019年10月20日九龍遊行期間，車站出入口玻璃被示威者破壞，而出入口亦被以噴漆填字，要求解散警隊

- 2019年10月20日，多個港鐵車站被破壞，而尖東站亦為其中一個被破壞的車站[13]。港鐵其後將部分出入口的玻璃外牆改以鐵皮保護。
- 2019年12月1日毋忘初心大遊行期間，Now新聞台拍攝到一批防暴警員在尖東站中間道出入口外呼籲在場人士離開。有人在扶手電梯位置拍照後，防暴警員隨即手持胡椒噴霧上前驅散市民，亦有長者被防暴警員推倒[14][15][16]。

## 批評

### 對商戶的影響
在尖沙咀支線工程期間，尖沙咀一帶的多處道路須封閉，其中以彌敦道及麽地道受影響最大。

### 洗手間通風問題
在尖東站啟用初期，站內的洗手間一直沒有安裝空調，有乘客表示不滿洗手間空氣混濁，通風欠佳，故前九鐵公司於2005年7月底前於車站洗手間設置獨立的空調系統，以改善洗手間通風情況。

## 外部連結
- 港鐵公司－尖東站街道圖（页面存档备份，存于）
- 港鐵公司－尖東站／尖沙咀站位置圖（页面存档备份，存于）
- 港鐵公司－尖東站列車服務時間（页面存档备份，存于）
- 香港鐵路大典上的相关条目：尖東站
- 2009年東鐵線版本位置圖